# Dioscorea communis
Tamier commun
Espèce
Classification APG III (2009)
Cet article concerne le Tamier commun ou reponchon. Pour la raiponce, qui peut aussi s'appeler reponchon en occitan, voir Campanule raiponce. Pour les asperges sauvages avec lesquelles on le confond parfois, voir Asparagus acutifolius.
Le Tamier commun (Dioscorea communis) est une espèce de plantes grimpantes dicotylédones de la famille des ignames  (Dioscoreaceae).
Elle est originaire d’une grande partie de l’Europe dont la France métropolitaine, d’Afrique du Nord et du Proche Orient, régions où elle est commune.
Elle est parfois appelée haut liseron, racine-vierge, vigne noire, herbe aux femmes battues, raisin du Diable ou sceau de Notre-Dame. Dans le Sud de la France, elle est surtout désignée par son nom occitan reponchon (qui se prononce répountsou, répountchou, ou respoun(t)chou(s).
Toute la plante sauf les jeunes pousses est âcre et irritante. Les baies rouges très toxiques, causent des vomissements, coliques et des troubles cardiaques, nerveux et respiratoires.
Plante médicinale connue depuis l’Antiquité gréco-romaine, sa racine fut utilisée en médecine populaire, pour ses propriétés médicinales jusqu’à au moins la fin du XXe siècle (en dépit d’effets indésirables). Les jeunes pousses sont consommées comme des asperges dans le Sud-Ouest de la France et en Grèce.

## Nomenclature et étymologie
En 1753, l’espèce a été décrite et nommée Tamus communis par Linné dans Species Plantarum 2: 1028, en empruntant le nom de genre Tamus à une plante citée par Dodoens, 1583 :396 et par Cesalpino, 1583 :204, ainsi que par Pline l'Ancien sous le nom de taminia.
Des analyses morphologiques et moléculaires effectuées par Lizabeth Caddick et Paul Wilkin en 2002, ont indiqué que la famille des Dioscoreaceae devait être reclassée en quatre genres distincts : Dioscorea, Stenomeris, Tacca et Trichopus. Dans ce remaniement, le genre Tamus se retrouva inclus dans le genre Dioscorea (lui aussi défini par Linné dans Species Plantarum 2 :1032 en 1753).
Le genre Dioscorea comprend toutes les plantes comestibles à tubercules riche en amidon, nommée en français Igname. Les espèces d'ignames pour l'usage alimentaire ou en complément alimentaire sont principalement Dioscorea alata et Dioscorea polystachya.
Le nom de genre Dioscorea a été choisi en hommage au grand botaniste et pharmacologue grec Πεδάνιος Διοσκορίδης – Pedanios Dioskorides, soit en fançais Dioscoride, du Ier siècle, dont l’œuvre connue sous le nom latin de Materia medica, a été la source principale de connaissance des plantes médicinales en Europe et au Proche Orient durant un millénaire et demi. La plupart de ses noms grecs sont passés dans la nomenclature botanique.
L’épithète spécifique communis est un mot latin signifiant « commun ».

## Synonymes
Selon POWO, les synonymes de Dioscorea communis (L.) Caddick & Wilkin, tous non valides, sont
- Dioscorea canariensis Webb & Berthel.
- Tamus baccifera St.-Lag.
- Tamus canariensis Willd. ex Kunth
- Tamus cirrhosa Hausskn. ex Bornm.
- Tamus communis L. (basionyme)
- Tamus communis subsp. cretica (L.) Nyman
- Tamus communis f. subtriloba (Guss.) O.Bolòs & Vigo
- Tamus cordifolia Stokes
- Tamus cretica L.
- Tamus edulis Lowe
- Tamus norsa Lowe
- Tamus parviflora Kunth
- Tamus racemosa Gouan
- Smilax rubra Willd.

## Description
C'est une espèce de plante à tige grêle, volubile, pouvant atteindre 3 m de long. Elle est vivace grâce à  une grosse racine, noirâtre, tubérisée, en forme de navet et qui émet chaque année de nouveaux bourgeons.
Les feuilles alternes, à pétiole muni de deux glandes, sont cordées (en forme de cœur), à sinus très ouvert, acuminées, minces, luisantes. Fait exceptionnel pour une monocotylédone, le limbe est constitué d'un réseau de nervures non parallèles.
Les fleurs jaune-verdâtre sont petites (3–6 mm de diamètre) et réunies en grappes. Les sexes sont séparés (plante dioïque). Les fleurs mâles sont disposées le long de racèmes grêles de 5–10 cm de long, les femelles en groupes serrés. La floraison a lieu en avril-mai-juin, suivant le climat.
Les fruits sont de petites baies rouges, brillantes, juteuses, de 12 mm de diamètre, persistantes l'hiver après la sénescence des feuilles.

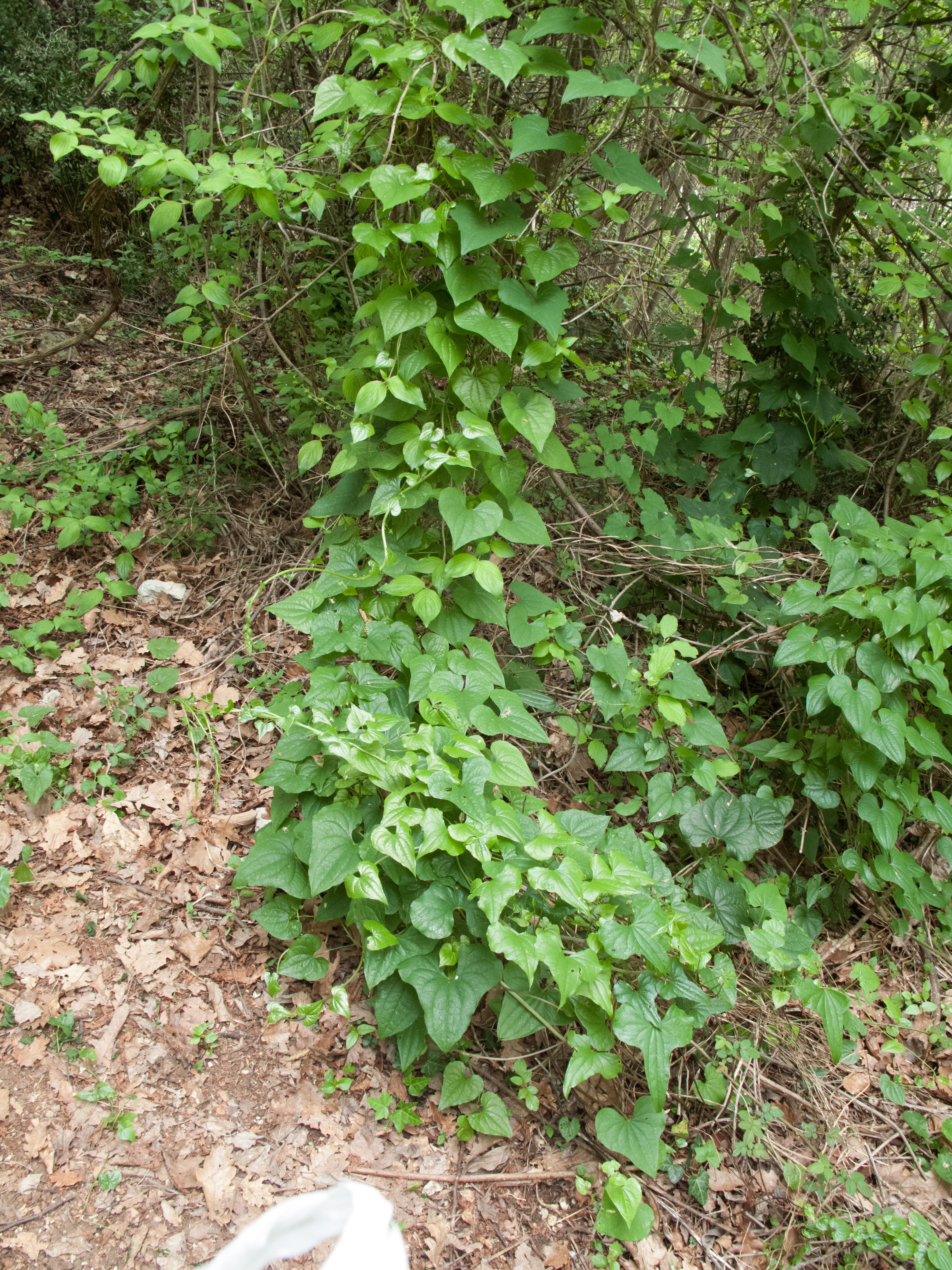
Port de la plante
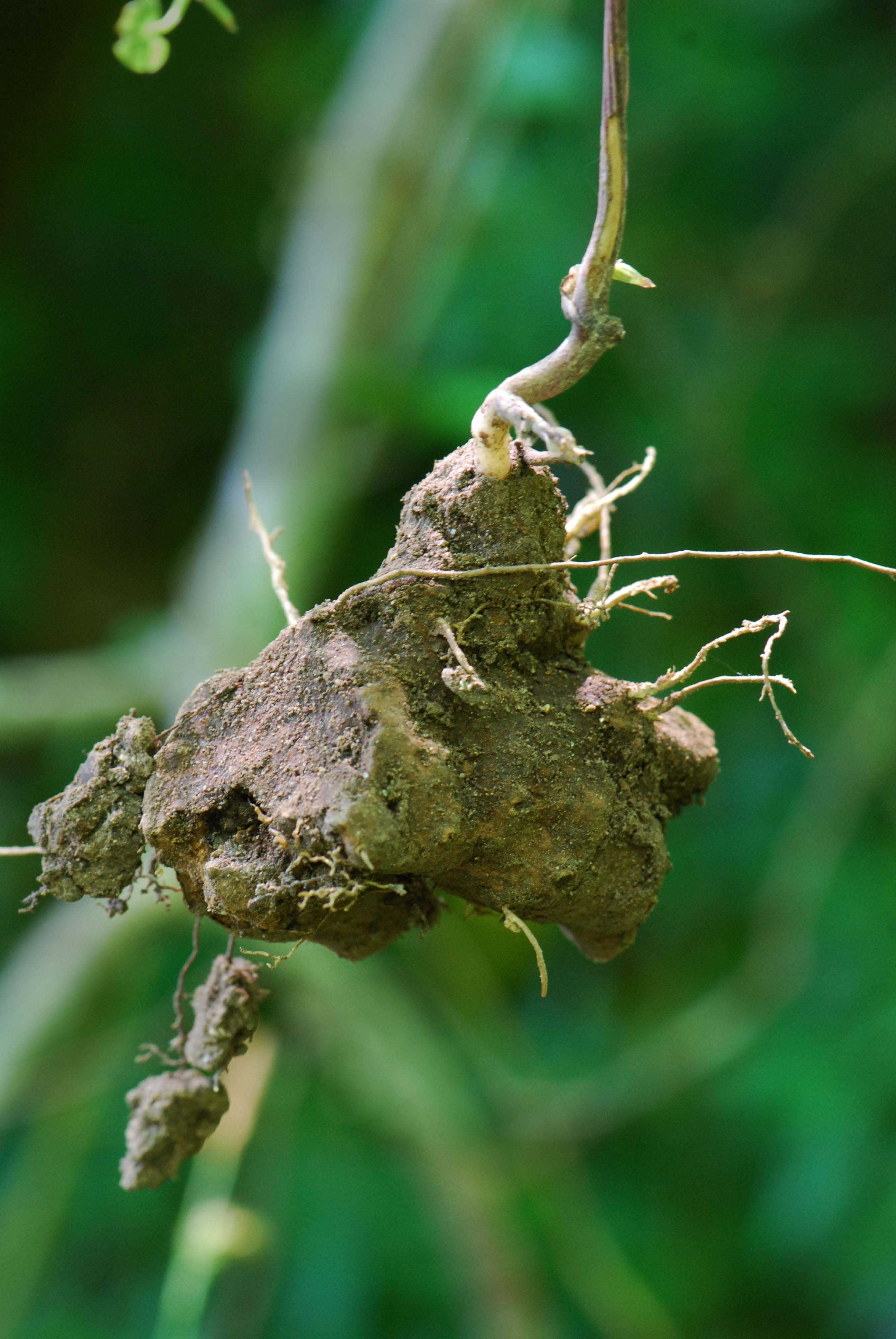
Racine
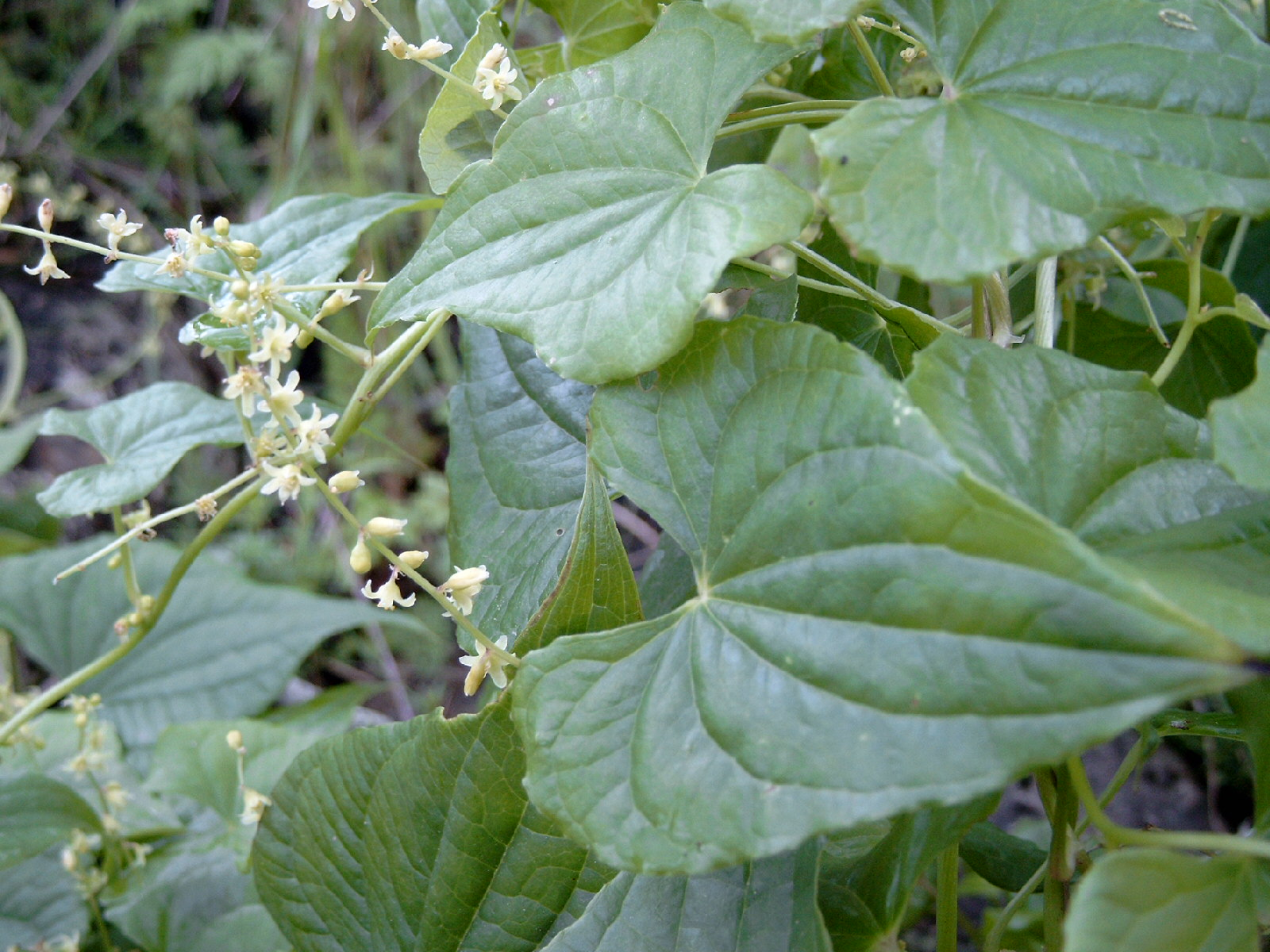
Tamier commun (fleurs mâles)
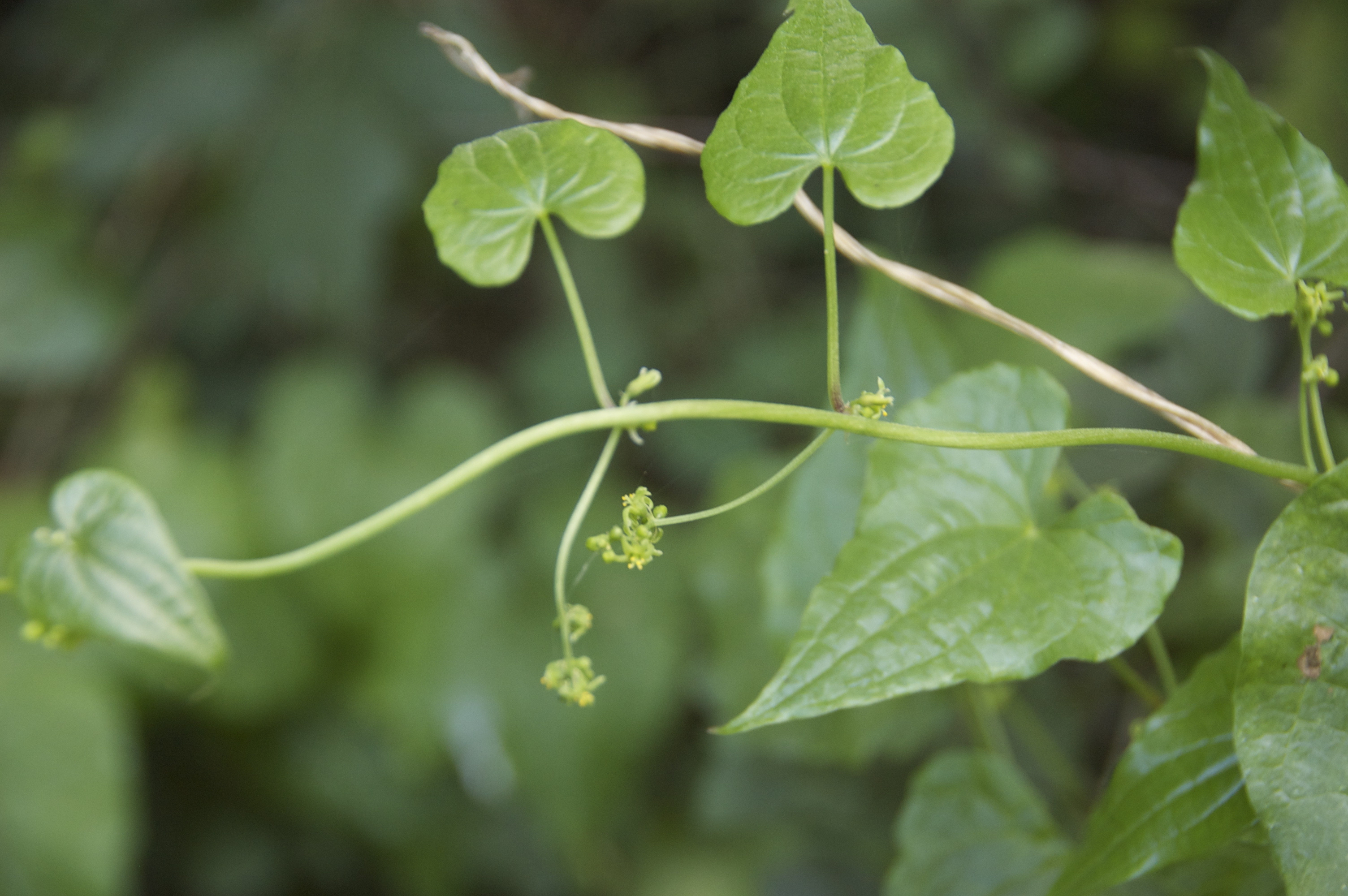
Tamier commun (fleurs femelles)
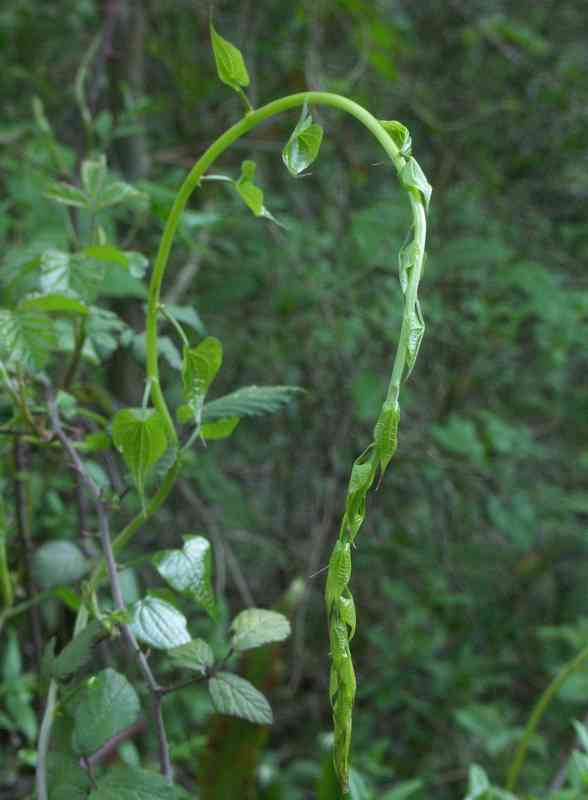
extrémité des jeunes pousses
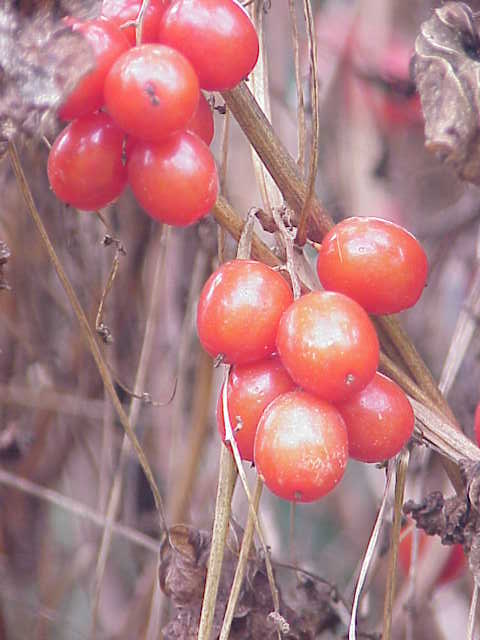
Fruits
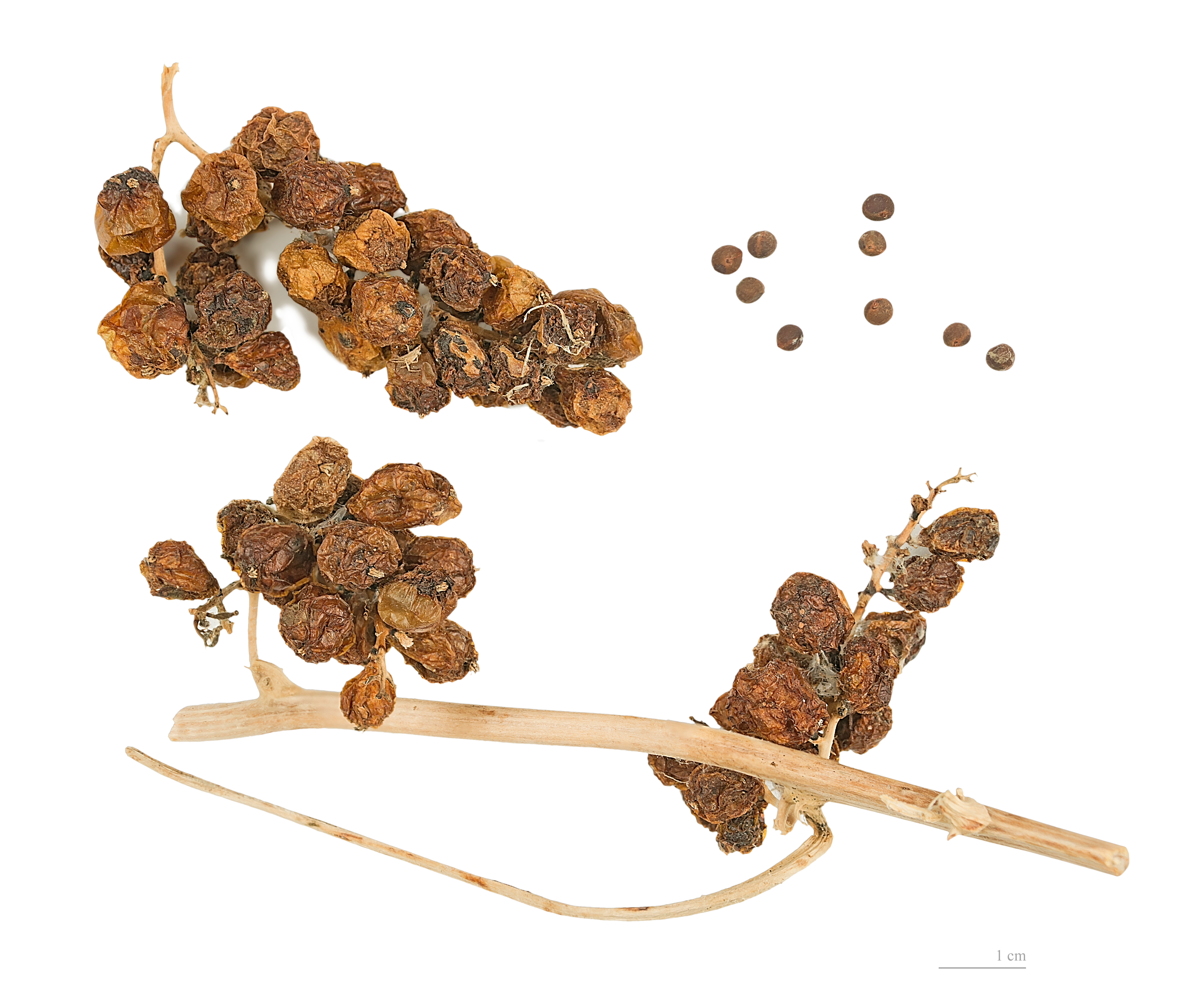
Fruits et graines - MHNT

## Distribution et habitat
Selon POWO, l’aire de répartition naturelle de cette espèce s’étend des Açores, de l’Europe occidentale à la Méditerranée et de l’Iran du Nord.
Le tamier commun est originaire de toute la France métropolitaine, et d’une grande partie de l’Europe (Allemagne, Bosnie-Herzégovine, Croatie, Grande-Bretagne, Grèce, Hongrie, Italie, Macédoine Du Nord, Monténégro, Portugal, Roumanie, Sardaigne, Serbie, Sicile, Slovénie, Espagne, Suisse, Roumanie, Sardaigne,, ainsi que de l’Afrique du Nord (Maroc, Algérie, Tunisie, Libye) et en Asie tempérée (Turquie, Liban, Syrie, Iraq, Iran, Palestine, Transcaucasie).
Il a été introduit en Irlande et Nouvelle-Zélande.
Il croît sur les sols riches et frais, dans les bois et les buissons.

## Confusions
Attention à ne pas faire de confusion avec la Bryone dioïque d'aspect approchant mais entièrement toxique, ou avec la Salsepareille à la tige épineuse.
Il ne faut pas confondre l'Asperge des bois, l'Asperge Sauvage et le Tamier commun. Ce sont bien des espèces différentes bien que les noms vernaculaires soient souvent mal utilisés. Ainsi on retrouve régulièrement sur les étals commerciaux des Asperges des bois et du Tamier commun sous le nom d’asperge sauvage.
Dans le sud de la France, elle est désignée par son nom occitan reponchon (qui se prononce répountsou, répountchou, ou respoun(t)chou(s)). Attention cependant à ne pas confondre avec rampouchou, qui désigne Campanule raiponce.

## Composition et propriétés
Le tamier contient des glycosides de spirostanes et de furostanes (des saponosides à génine stéroïdique), des stérols, histamines et phénanthrènes (dotés d'activités cytotoxiques). La batatasine I, un dérivé de phénanthrène, est un inhibiteur de croissance des plantes.
Les stérols détectés dans les feuilles et les tiges du tamier commun, comme des autres Dioscorea, sont principalement le β-sitostérol, le stigmastérol et le cholestérol. Ils contiennent aussi de la diosgénine et de l'yamogénine, dans des proportions variables suivant le moment de l'année ou l'âge de la plante. La consommation des fruits, ou du tubercule, peut provoquer de graves troubles digestifs. Elle est à considérer comme toxique.
Le contact des fruits mûrs ou des rhizomes peut provoquer des dermatites en raison de la pénétration dans la peau de cristaux d'oxalate de calcium en forme de fines aiguilles.

### Toxicité
Toute la plante sauf les jeunes pousses est âcre et irritante. La racine renferme quantité de cristaux d’oxalate de calcium, capables de produire sur la peau une révulsion d’origine mécanique. Elle contient aussi des saponines et de la diosgénine.
L’ingestion des baies rouges cause des inflammations des voies digestives et urinaires, des vomissements, des coliques avec diarrhée, des troubles nerveux, cardiaques et respiratoires. Il y aurait des accidents mortels chez les enfants.
L’emploi ancien du tamier par voie interne, comme vomitif, purgatif, diurétique, expectorant est donc à proscrire.

## Utilisation

### Pharmacopée traditionnelle gréco-romaine
La pharmacopée gréco-romaine connait le tamier sous divers noms : Dioscoride la nomme ampelos malaina alors que Pline utilise plusieurs termes, ampelos agria, apronia, tamnus etc..
Pour le médecin pharmacologue grec du Ier siècle Dioscoride (MM, IV, 183)
« άμπελος μέλαινα Ampelos melaina. Ses jeunes pousses sont utilisées comme légume. Elles sont diurétiques, déclenchent les règles, réduisent la rate et conviennent bien aux épileptiques, aux paralytiques et aux personnes souffrant de vertiges.
La racine possède les mêmes propriétés que la bryone et elle est appropriée pour les mêmes buts, bien qu'elle soit moins efficace.
Les feuilles sont placées avec du vin sous forme de cataplasme sur le cou des animaux de trait lorsqu'il est ulcéré ; elles sont également utilisées de la même manière pour les entorses. ».
À la même époque, l’encyclopédiste romain Pline l’Ancien indique HN, XXVII, 44
« Sa racine...relâche légèrement le ventre. Les petites grappes corrigent les défectuosités de la peau sur le visage des femmes. Il est bon également d’employer cette herbe pour la sciatique, pilée avec ses feuilles et appliquée en liniment avec son suc. ».
L’ouvrage de Dioscoride, connu sous son nom latin de Materia medica, fut un manuel de référence dans le domaine de la pharmacopée européenne et musulmane jusqu’à l’époque moderne. Avec le développement des sciences biologiques et chimiques, s’ouvrit un nouveau paradigme de l'évaluation des remèdes, l'objet de la recherche passa de la matière médicale aux principes actifs, de l'écorce de quinquina à la quinine.

### Médecine populaire
De très longue date, la racine du tamier est un remède populaire. Malgré ses propriétés rubéfiante et vésicante (provoquant des ampoules sur la peau), la racine était employée en médecine populaire pour soigner les contusions et les meurtrissures, d'où son nom d’herbe aux femmes battues. La pulpe râpée était appliquée localement. La racine bouillie 2 à 3 heures, écrasée avec du saindoux, servait d'onguent pour les rhumatismes en Haute Provence. Cuite et appliquée en cataplasme, la racine est un antiecchymotique efficace, résolvant rapidement les contusions, les meurtrissures sans plaies.
Le tamier commun est classé sur la liste B des plantes médicinales utilisées traditionnellement en l'état ou sous forme de préparation dont les effets indésirables potentiels sont supérieurs au bénéfice thérapeutique attendu (liste publiée au chapitre IV.7.B de la Pharmacopée française mentionnée à l'article D.4211-12 du code de la santé publique).
Selon Lieutaghi, des herboristes forains vendaient encore des tubercules de tamier, sur le marché de Forcalquier (Alpes-de-Haute Provence) au début des années 1990.
Les jeunes pousses, cuites à la façon des asperges, étaient conseillées dans l’hypertrophie de la rate par les guérisseurs du Nord de la France.

### Usage culinaire

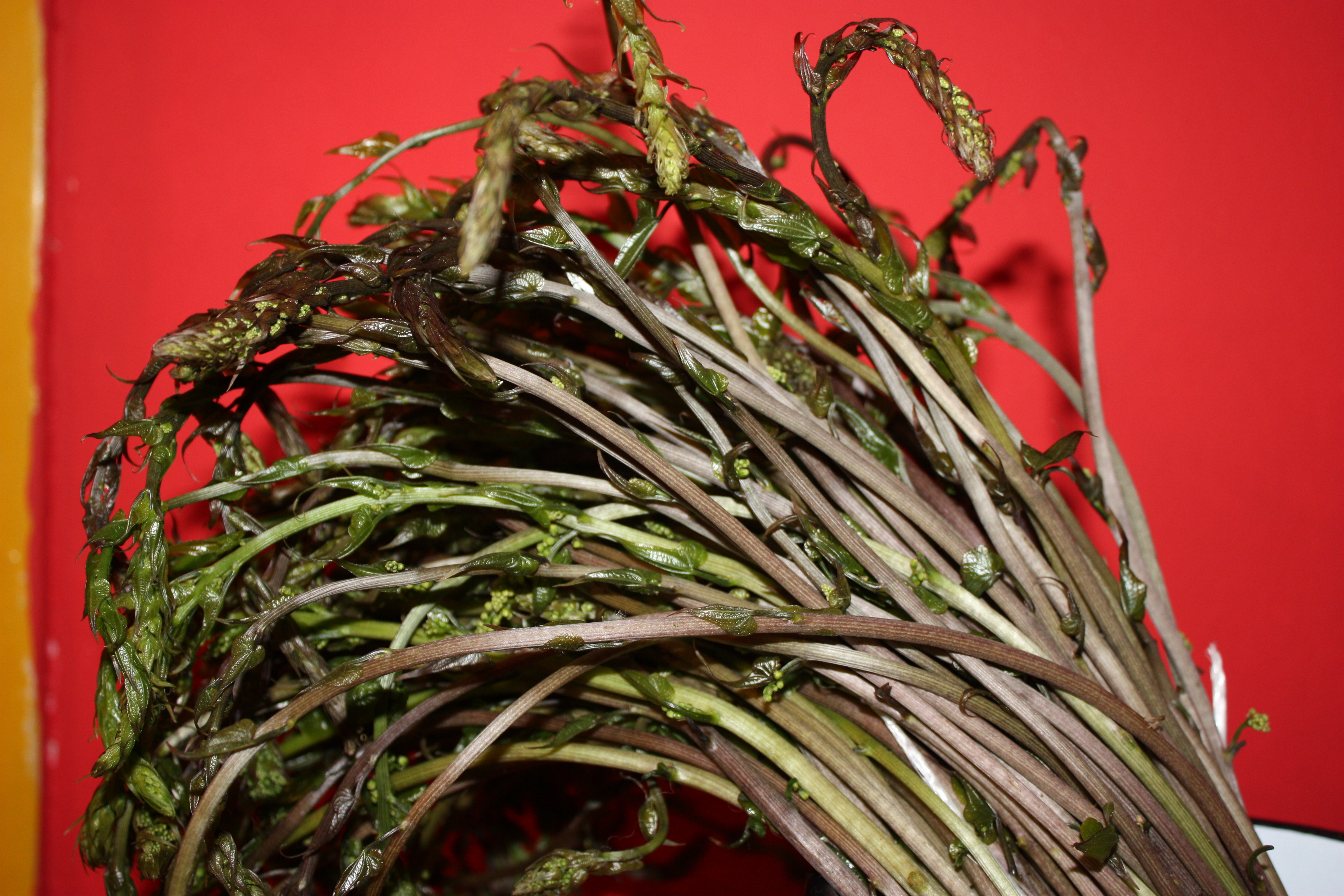
Têtes de reponchons, seule partie non toxique de la plante.

Les jeunes pousses sont parfois consommées comme des asperges (et parfois confondues avec les asperges sauvages). En France, notamment, elles sont couramment consommées au printemps (période de Paques) dans les départements de l'Aveyron, du Lot, du Tarn-et-Garonne et du Tarn où elles portent le nom occitan « reponchon » (qui se prononce répountsou ou ré(s)poun(t)chou(s)).
Selon Pierre Lieutaghi « Ses jeunes pousses sont comestibles en façon d’asperges mais toute la plante adulte est toxique, en particulier les baies vermillon ».
La saveur des jeunes pousses crues est assez amère. Toutefois si on sait les cuire, l'amertume disparaît presque complètement : il faut les jeter dans l'eau bouillante salée, pour 3 à 4 minutes, puis les passer à l'eau froide pour stopper la cuisson. On peut ensuite les consommer soit en vinaigrette soit en omelette, voire avec une sauce hollandaise ou maltaise, ou un oeuf dur écrasé. Dans les départements de l'Aveyron, du Lot, du Tarn-et-Garonne et du Tarn, c'est un mets très apprécié et très recherché.